# Napoleone a Firenze
Pour plus de détails, voir Fiche technique et Distribution.
Napoleone a Firenze est une comédie italienne réalisée par Tanio Boccia et sortie en 1964.
Il s'agit d'une adaptation de la pièce de théâtre homonyme de Silvano Catani et Lamberto Scotti.

## Synopsis
Un antiquaire romain se rend à Florence pour retrouver une tabatière, qui aurait appartenu à Napoléon, et dont l'antiquaire est l'homonyme.

## Fiche technique
- Titre original : Napoleone a Firenze[1],[2]
- Réalisation : Piero Pierotti
- Scénario : Piero Pierotti, d'après Silvano Catani et Lamberto Scotti
- Photographie : Augusto Tiezzi
- Montage : Otello Colangeli
- Musique : Giorgio Gaslini
- Décors : Alessandro Manetti
- Sociétés de production : Meridiana Film
- Format : Noir et blanc
- Pays de production :  Italie
- Langue de tournage : italien
- Genre : Comédie
- Durée : 94 minutes
- Dates de sortie : 
  - Italie : 1962 (visa délivré le 4 octobre 1962)

## Distribution
- Memmo Carotenuto :
- Gloria Paul :
- Narciso Parigi :
- Barbara Nelli :
- Lauretta Masiero :
- Nino Taranto :
- Dolores Palumbo :
- Bruno Carotenuto :
- Adriano Rimoldi :
- Carlo Pisacane :
- Pietro De Vico :
- Nanda Primavera :
- Anna Campori :
- Carlo Campanini :
- Enrico Viarisio :
- Odoardo Spadaro :
- Sergio Tofano :
- Anita Todesco :